# Midnight Express
Midnight Express (en España, El expreso de medianoche; en México, Expreso de medianoche) es una película estadounidense de 1978 basada en la novela autobiográfica del mismo nombre. Fue dirigida por Alan Parker y contó con Brad Davis e Irene Miracle como actores principales. El guion es obra del luego famoso director Oliver Stone.
El filme está basado en un hecho biográfico real ocurrido en 1970: la historia de Billy Hayes, un joven estadounidense que fue detenido por posesión de hachís en el aeropuerto de Estambul (Turquía) y fue condenado a 30 años de prisión por tráfico de drogas. Fue sometido a vejaciones en un ambiente infrahumano y logró escapar a Grecia, donde fue detenido y deportado a los Estados Unidos. Billy escribió el libro homónimo en que se basa el filme.

## Argumento
En 1970, Billy Hayes (Brad Davis), un joven estadounidense, es sorprendido en el aeropuerto de Estambul al tratar de abandonar el país con hachís adherido a su cuerpo. Para su desgracia, el Gobierno turco desea dar un castigo ejemplar a los traficantes de drogas y Billy es juzgado por posesión de drogas y condenado a cuatro años y dos meses, que deberá cumplir en una prisión de Estambul. Su padre (Mike Kellin) viaja a Turquía para gestionar su liberación, pero la embajada estadounidense nada puede hacer, ya que el presidente Nixon había tensado las relaciones con Turquía.
Comienza entonces una pesadilla para el joven, que deberá adaptarse al ambiente de miseria dantesca de la prisión. Queda junto a tres presos extranjeros: Erich (Norbert Weisser), un sueco, Jimmy (Randy Quaid), un estadounidense y Max (John Hurt), un inglés, quienes también deben cumplir largas condenas. Un condenado turco, Rifki (Paolo Bonacelli) los provee y vigila, por encargo del jefe de la prisión, Hamidou (Paul L. Smith), un gendarme sádico y pervertido que abusa de los reclusos. Entonces el padre de Billy decide contratar a un abogado turco, Yesil (Franco Diogene), que deberá enfrentarse a la complicada burocracia legal turca. En 1974, las apelaciones del abogado fracasan, al recibir Billy una condena de 30 años, esta vez bajo el cargo de contrabando de drogas, condena emitida por el Tribunal Supremo de Ankara. 
Billy ve su futuro destruido y comienza a caer en un estado de desequilibrio mental que lo lleva a agredir a Rifki, por lo que es trasladado a la sección psiquiátrica de la prisión. La novia de Billy, Susan (Irene Miracle), lo visita en 1975 en la prisión y consigue entregarle dinero oculto en un álbum de fotos, para intentar la fuga. Billy pide hablar con el jefe Hamidou, le ofrece dinero para que lo lleve al hospital del penal, y éste lo lleva a una habitación, lo golpea e intenta violarlo. Billy, en su desesperación, logra empujar al gendarme y este muere cuando un colgador de la pared se le clava en la nuca. Acto seguido, Billy se viste con un uniforme de guardia, espera a que empiece a anochecer, y baja lentamente las escaleras, pasa por el cuarto donde están los guardias, y éstos lo llaman, deteniéndose y volteando ligeramente, uno de los guardias le habla en turco y le arroja las llaves de la puerta de salida, Billy abre la puerta y ve que se encuentra afuera de la prisión, y comienza a dar pasos más largos, pero se detiene y baja la cabeza cuando pasa en jeep con guardias de la cárcel, pero estos siguen su camino y Billy corre y da un salto de felicidad.

## Reparto
- Brad Davis como Billy Hayes
- Irene Miracle como Susan
- Bo Hopkins como Tex
- Paolo Bonacelli como Rifki
- Paul L. Smith como Hamidou
- Randy Quaid como Jimmy Booth
- Norbert Weisser como Erich
- John Hurt como Max
- Kevork Malikyan como Fiscal
- Yashaw Adem como Jefe de Policía del aeropuerto
- Mike Kellin como Sr. Hayes
- Franco Diogene como Yesil
- Michael Ensign como Stanley Daniels
- Gigi Ballista como Juez
- Peter Jeffrey como Ahmet
- Michael Giannatos como Traductor de la corte

## Comentarios
El tema musical «The Chase», compuesto por Giorgio Moroder, alcanzó altos niveles de audición y aún se escucha como un tema clásico de la década de 1970.[cita requerida] De hecho el film fue premiado con el Óscar a la mejor banda sonora. 
Notable es la ambientación lograda en los escenarios de la cárcel y la actuación de Brad Davis, que logra transmitir al espectador la pegajosa sensación de miseria de la prisión. Posteriormente Oliver Stone y Billy Hayes en la vida real expresaron que lamentaban haber dado una visión tan negativa del pueblo turco.

## Premios y nominaciones

### Óscar
| Categoría              | Nominado        | Resultado |
| ---------------------- | --------------- | --------- |
| Mejor película         | Mejor película  | Candidata |
| Mejor director         | Alan Parker     | Candidato |
| Mejor actor de reparto | John Hurt       | Candidato |
| Mejor guion adaptado   | Oliver Stone    | Ganador   |
| Mejor banda sonora     | Giorgio Moroder | Ganador   |
| Mejor montaje          | Gerry Hambling  | Candidato |

### Globos de Oro
| Categoría                       | Nominado               | Resultado |
| ------------------------------- | ---------------------- | --------- |
| Mejor película - drama          | Mejor película - drama | Ganadora  |
| Mejor director                  | Alan Parker            | Candidato |
| Mejor actor - drama             | Brad Davis             | Candidato |
| Mejor actor de reparto          | John Hurt              | Ganador   |
| Mejor guion                     | Oliver Stone           | Ganador   |
| Mejor banda sonora              | Giorgio Moroder        | Ganador   |
| Nueva estrella del año - Actor  | Brad Davis             | Ganador   |
| Nueva estrella del año - Actriz | Irene Miracle          | Ganadora  |